# Hrvatski obiteljski leksikon
Hrvatski obiteljski leksikon je leksikon Leksikografskog zavoda Miroslav Krleža izdan 2005. godine. Glavni priređivač je Tomislav Ladan. Sadrži 45.129 članaka.
Hrvatski obiteljski leksikon objašnjava pojmove iz raznovrsnih područja i struka: znanosti, kulture, tehnike, gospodarstva, politike, sporta, zabave, filozofije, prava, umjetnosti, itd. Također obrađuje zemlje i narode svijeta, stručne nazive, vlastita imena, povijesne, političke i kulturne događaji, vjerska, društvena i umjetnička gibanja te istaknute osobe različitih područja, a posebna je pozornost posvećena hrvatskim sadržajima. Vremenski raspon građe seže od prapovijesti, a prezentirana je kratkim i jednostavnim tumačenjima.

## Vanjske poveznice
- Službene mrežne stranice